# Opel Meriva
Az Opel Meriva Európa egyik első kisméretű egyterűje volt, amelyet az Opel gyártott 2002-től 2017-ig a General Motors tulajdonában. 2017-ben az egyterűek iránti egyre alacsonyabb kereslet miatt egy crossover, a Crossland X váltotta le.

## Meriva A
A Corsa C alapjaira épülő első Merivát 2002 szeptemberében mutatták be. 2003 januárjában kezdték meg a gyártását Zaragozában, Spanyolországban. A középső hátsó ülést a padlóba lehetett süllyeszteni a másik két hátul utazó személy kényelme érdekében. Kezdetben három benzin- és két dízelmotorral lehetett rendelni.
2005-ben kisebb ráncfelvarráson esett át, a frissített modellt a Bolognai Autókiállításon mutatták be. A frissített Merivából készült felfokozott teljesítményű OPC változat is.

## Meriva B
A közönség először a Genfi Autókiállításon találkozhatott a második generációval. Hosszú idő után először készült olyan szériaautó, amelynek oldalsó ajtajai az ellenkező irányba, kapuszerűen nyílnak. A marketing ennek a konstrukciónak a FlexDoors nevet adta. A FlexSpace-t, azaz az utastér variálására használható rendszert is frissítették. A hátsó lökhárítóból előhúzható kerékpártartót FlexFixnek, a sajátos tárolási rendszert pedig FlexRailnek nevezték.
2010-ben a kompakt autók kategóriájában elnyerte az AutoBild magazin Arany Kormánykerék díját. A Meriva B az Opel történetének 14. ilyen elismerését szerezte meg (maga a díj ekkor 35 éve létezett). Az Euro NCAP töréstesztjén a maximális öt csillagos minősítést kapta meg.